# Marsupella paroica
Marsupella paroica là một loài Rêu trong họ Gymnomitriaceae. Loài này được R.M. Schust. mô tả khoa học đầu tiên..